# Balkanoroncus
Balkanoroncus es un género de pseudoscorpiones de la familia Neobisiidae.  Se distribuye por Europa en Bulgaria e Italia.

## Especies
Según Pseudoscorpions of the World 1.2::
- Balkanoroncus boldorii (Beier, 1931)
- Balkanoroncus bureschi (Redikorzev, 1928)
- Balkanoroncus hadzii Harvey, 1991

## Publicación original
- Ćurčić, 1975: Balkanoroncus (Arachnida, Pseudoscorpiones, Neobisiidae) a new genus of pseudoscorpions leased on Roncus bureschi Hadzi, 1939. Glasnik Muzeja Srpske Zemlje, Beograd, ser. B, vol.30, p.143-145.